# 天使面孔杀人案
天使面孔杀人案是2007年發生於意大利佩鲁贾的一起謀殺案。梅勒迪斯·克彻（Meredith Susanna Cara Kercher，1985年12月28日—2007年11月1日）是利兹大学的一名英国交换生，她在意大利佩鲁贾被谋杀，去世時年仅21岁。克彻的尸體在她卧室的地板上被發現。现场沾满血迹的指纹被确认为属于鲁迪·古德（Rudy Guede），此外警方還起诉了克彻的美国室友阿曼達·諾克斯和诺克斯的意大利男友拉斐尔·索莱西托（Raffaele Sollecito）。
鲁迪·古德於2008年10月被認定犯有性侵和谋杀克彻的罪行，最終被判16年監禁。2020年12月4日，意大利一家法院裁定，古德可以通过為社区服务来完成剩餘刑期。
诺克斯則一度因恶意指控无辜者而被判处3年监禁，不過在2015年3月27日，義大利最高法院撤销了下級法院对诺克斯和索莱西托的定罪，並在重新審判後判定無罪。不久诺克斯返回美国。